# Tubeufia minuta
Tubeufia minuta är en svampart som beskrevs av Munk 1966. Tubeufia minuta ingår i släktet Tubeufia och familjen Tubeufiaceae.  Arten är reproducerande i Sverige. Inga underarter finns listade i Catalogue of Life.